# Kelleria
Pour les articles homonymes, voir Kelleria (zoologie).
Genre
Classification phylogénétique
Kelleria est un genre de plantes à fleurs de la famille des Thymelaeaceae.

## Principales espèces
- Kelleria childii
- Kelleria croizatii
- Kelleria dieffenbachii
- Kelleria éricoïdes
- Kelleria laxa
- Kelleria lyallii
- Kelleria multiflora
- Kelleria paludosa
- Kelleria papuana
- Kelleria patula
- Kelleria regalis
- Kelleria rubimaculata
- Kelleria tasmanica
- Kelleria tessellata
- Kelleria villosa